# آلة معدنية

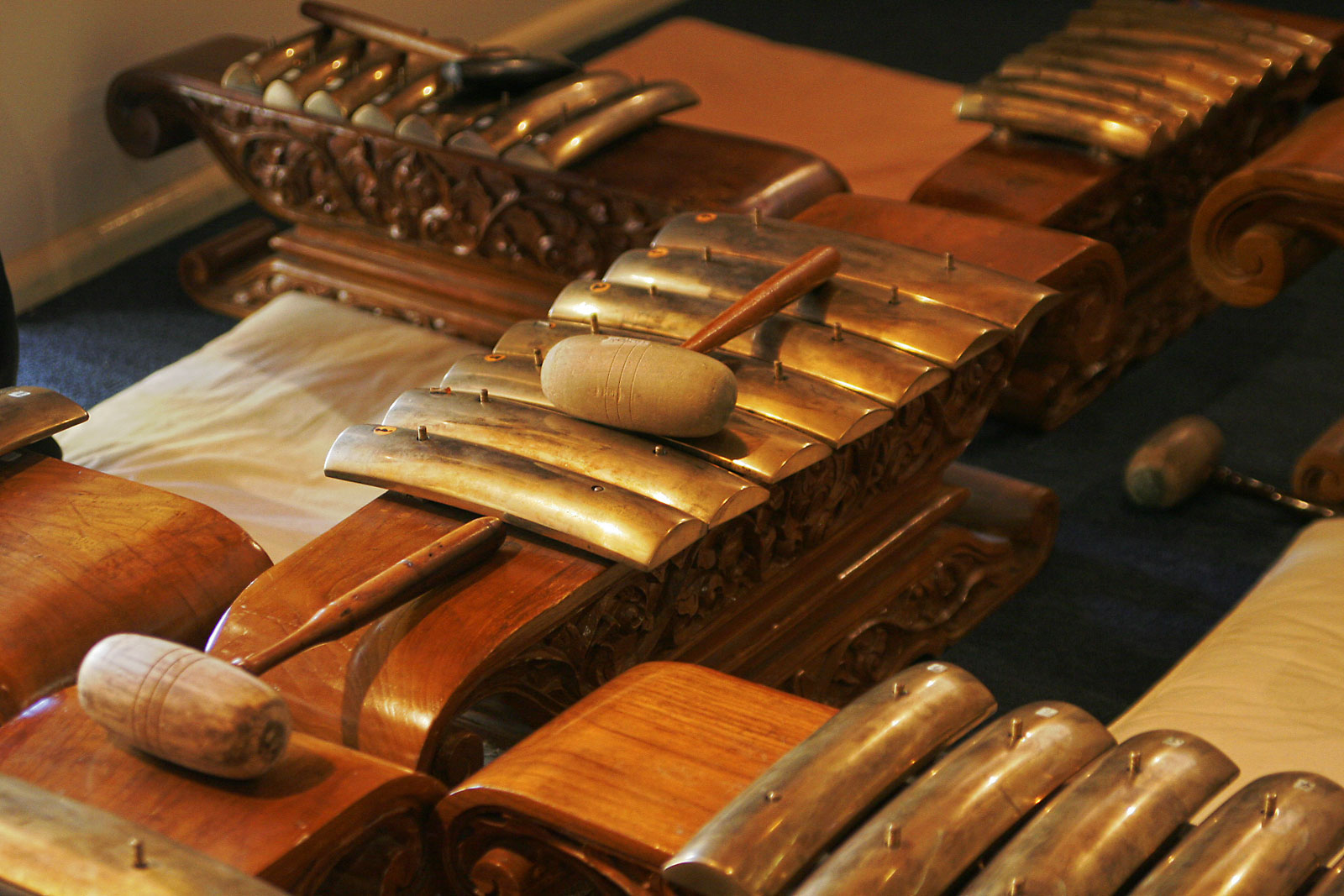
معدنية استخدم في موسيقة الغاميلان - سفارة أندونيسيا في كانبرا

الآلة المعدنية أو المعدنية (بالإنجليزية: Metallophone)‏ هي أية آلة موسيقية يكون الجسم المنتج للصوت فيها قطعة معدنية (باستثناء الأوتار المعدنية) مكونة من سبائك مدوزنة، أنابيب، قضبان، أوعية أو صفائح معدنية. غالبا ما يضرب الجسم المعدني ليصدر صوتا وذلك باستخدام مطرقة في أغلب الأحيان، لكنه قد يفعل بفعل الاحتكاك، آلية آلة مفاتيح، أو وسائل أخرى.
استخدمت المعدنيات لآلاف السنين في الموسيقى الآسيوية، وتوجد عدة أنواع تستعمل في الفرق
من مقاطعة بالي وفرق الغاميلان في جزيرة جاوة، مثل «جيندير»، «غاغنسا»، و«سارون» وتملك هذه الآلات صفا واحدا من السبائك مدوزنة بمقام «بيلوغ» أو «سليندرو» الأندونيسيين أو مقام متفرع منهما. يعتبر معزف الأجراس والميقاع الغربيين آلات معدنية أيضًا أيضا: يتوفران على صفين من السبائك محاكاة للوحة مفاتيح البيانو، ومدوزنان بالسلم اللوني.
في موسيقى القرن 20 تنسب كلمة الآلة المعدنية بالخصوص إلى صف واحد من السبائك المعدنية موضوعة فوق صندوق رنان. تستخدم المعدنيات المدوزنة بالسلم الداياتوني في المدارس؛ استخدم كارل أورف معدنيات داياتونية في العديد من معزوفاته مثل آلة Schulwerk البيداغوجية.

## التصنيف
المعدنيات مجموعة فرعية مصنوعة من المعدن في نظام هورنبوستيل-ساكس ضمن تصنيف الصفائح الإيقاعية 111.22، والذي ينتمي بدوره إلى تصنيف الإيديوفونات الإيقاعية.

## أمثلة

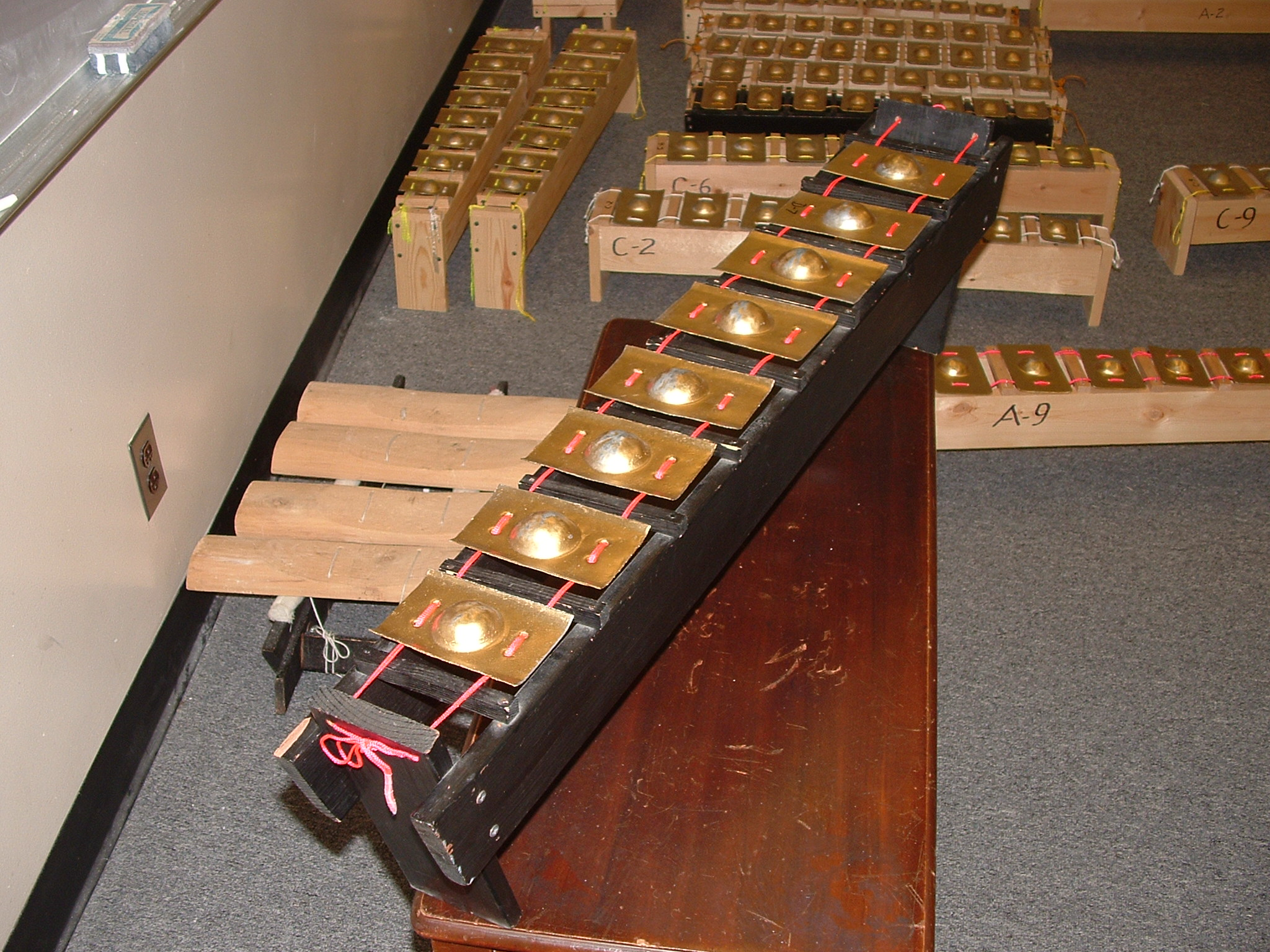
كولينتانغ أ تينيوك: ميتالوفون فيليبيني

- الجرس
- سيليستا
- جرس البقرة
- معزف الأجراس
- صنجة
- الغاغنسا
- الجيندير
- جرس يدوي
- السارون
- معدنيات اورف
- بيانو رودز
- ماريمبافون
- المثلث
- التوبافون
- ميقاع
- الوترفون